# Saison 1922-1923 de la PCHA
Saison précédente Saison suivante
La saison 1922-1923 est la douzième saison de l'Association de hockey de la Côte du Pacifique (souvent désignée par le sigle PCHA en référence à son nom anglais : Pacific Coast Hockey Association), ligue de hockey sur glace d'Amérique du Nord. Chacune des trois équipes qui disputent la saison joue trente rencontres ; à la fin du calendrier, les Maroons de Vancouver sont champions de la saison régulière puis battent les Aristocrats de Victoria en séries éliminatoires.

## Contexte
- La ligue supprime le poste de rover et adopte la formule de six joueurs par équipe utilisée par la Ligue nationale de hockey.
- Les Millionaires de Vancouver deviennent les Maroons.
- La saison passe de vingt-quatre à trente matchs par équipe dont huit contre des équipes de la Western Canada Hockey League (WCHL).

## Saison régulière

### Résultats des matchs
| Date   | Visiteurs | Score               | Locaux    | Note        |
| ------ | --------- | ------------------- | --------- | ----------- |
| 13-nov | Seattle   | 8-2                 | Vancouver |             |
| 15-nov | Victoria  | 0-4                 | Seattle   |             |
| 17-nov | Vancouver | 3-5                 | Victoria  |             |
| 20-nov | Victoria  | 4-3                 | Vancouver |             |
| 22-nov | Vancouver | 5-2                 | Seattle   |             |
| 24-nov | Seattle   | 6-4                 | Victoria  |             |
| 27-nov | Seattle   | 8-4                 | Vancouver |             |
| 29-nov | Victoria  | 4-5 (16 min 47 s P) | Seattle   |             |
| 8-déc  | Vancouver | 4-3                 | Victoria  |             |
| 11-déc | Victoria  | 1-2                 | Vancouver |             |
| 13-déc | Vancouver | 2-3 (10 min P)      | Seattle   |             |
| 15-déc | Seattle   | 1-2                 | Victoria  |             |
| 18-déc | Regina    | 3-10                | Vancouver |             |
| 20-déc | Regina    | 6-5 (9 min P)       | Seattle   |             |
| 22-déc | Regina    | 3-2                 | Victoria  |             |
| 25-déc | Seattle   | 0-4                 | Vancouver |             |
| 27-déc | Vancouver | 4-3                 | Seattle   |             |
| 29-déc | Vancouver | 3-4                 | Victoria  |             |
| 1-jan  | Victoria  | 2-1                 | Vancouver |             |
| 3-jan  | Victoria  | 1-0                 | Seattle   |             |
| 3-jan  | Vancouver | 0-1 (7 min 40 s P)  | Calgary   |             |
| 5-jan  | Seattle   | 1-5                 | Victoria  |             |
| 5-jan  | Vancouver | 5-1                 | Edmonton  |             |
| 8-jan  | Seattle   | 2-0                 | Victoria  | À Vancouver |
| 8-jan  | Vancouver | 3-0                 | Saskatoon |             |
| 10-jan | Calgary   | 0-4                 | Seattle   |             |
| 10-jan | Vancouver | 2-6                 | Regina    |             |
| 12-jan | Calgary   | 0-4                 | Victoria  |             |
| 15-jan | Calgary   | 0-4                 | Vancouver |             |
| 17-jan | Vancouver | 2-1                 | Seattle   |             |
| 19-jan | Vancouver | 2-3 (8 min 0 s P)   | Victoria  |             |
| 19-jan | Seattle   | 4-3 (2 min 35 s P)  | Calgary   |             |
| 22-jan | Victoria  | 1-4                 | Vancouver |             |
| 22-jan | Seattle   | 3-2                 | Edmonton  |             |
| 24-jan | Victoria  | 4-8                 | Vancouver | À Seattle   |
| 24-jan | Seattle   | 4-2                 | Saskatoon |             |
| 26-jan | Seattle   | 1-2                 | Regina    |             |
| 27-jan | Saskatoon | 2-5                 | Victoria  |             |
| 29-jan | Saskatoon | 6-6                 | Vancouver |             |
| 31-jan | Saskatoon | 1-7                 | Seattle   |             |
| 2-fév  | Vancouver | 4-3 (11 min 0 s P)  | Victoria  |             |
| 5-fév  | Seattle   | 0-4                 | Vancouver |             |
| 7-fév  | Victoria  | 2-5                 | Seattle   |             |
| 9-fév  | Seattle   | 1-6                 | Victoria  |             |
| 12-fév | Victoria  | 3-5                 | Vancouver |             |
| 15-fév | Edmonton  | 4-3                 | Seattle   |             |
| 16-fév | Edmonton  | 0-4                 | Victoria  |             |
| 19-fév | Edmonton  | 2-1                 | Vancouver |             |
| 19-fév | Victoria  | 2-1                 | Regina    |             |
| 21-fév | Vancouver | 3-6                 | Seattle   |             |
| 21-fév | Victoria  | 1-0                 | Saskatoon |             |
| 23-fév | Seattle   | 2-4                 | Vancouver | À Victoria  |
| 23-fév | Victoria  | 5-4                 | Edmonton  |             |
| 26-fév | Seattle   | 3-12                | Vancouver |             |
| 26-fév | Victoria  | 2-4                 | Calgary   |             |
| 28-fév | Victoria  | 3-5                 | Seattle   |             |
| 2-mar  | Seattle   | 2-9                 | Victoria  |             |

### Classement
| Équipe                   | PJ | V  | D  | N | Pts | BP  | BC  |
| ------------------------ | -- | -- | -- | - | --- | --- | --- |
| Maroons de Vancouver     | 30 | 17 | 12 | 1 | 33  | 116 | 88  |
| Aristocrats de Victoria  | 30 | 16 | 14 | 0 | 32  | 94  | 85  |
| Metropolitans de Seattle | 30 | 15 | 15 | 0 | 30  | 100 | 106 |

### Statistiques
| Nom           | Équipe    | PJ | BC  | Bl | Moy  |
| ------------- | --------- | -- | --- | -- | ---- |
| Hugh Lehman   | Vancouver | 25 | 61  | 4  | 2,34 |
| Norman Fowler | Victoria  | 30 | 85  | 4  | 2,77 |
| Hap Holmes    | Seattle   | 30 | 106 | 3  | 3,46 |
| Charlie Reid  | Vancouver | 5  | 27  | 0  | 5,40 |

| Nom               | Équipe    | PJ | B  | A  | Pts | Pun |
| ----------------- | --------- | -- | -- | -- | --- | --- |
| Frank Fredrickson | Victoria  | 30 | 39 | 16 | 55  | 20  |
| Mickey MacKay     | Vancouver | 29 | 28 | 12 | 40  | 42  |
| Lloyd Cook        | Vancouver | 30 | 19 | 10 | 29  | 31  |
| Frank Foyston     | Seattle   | 30 | 20 | 8  | 28  | 18  |
| Jim Riley         | Seattle   | 29 | 22 | 5  | 27  | 50  |
| Bernie Morris     | Seattle   | 28 | 21 | 5  | 26  | 18  |
| Harry Meeking     | Victoria  | 28 | 17 | 9  | 26  | 30  |
| Jack Walker       | Seattle   | 30 | 13 | 9  | 22  | 0   |
| Clem Loughlin     | Victoria  | 30 | 12 | 9  | 21  | 16  |
| Art Duncan        | Vancouver | 26 | 14 | 5  | 19  | 2   |